# Croton sipaliwinensis
Croton sipaliwinensis là một loài thực vật có hoa trong họ Đại kích. Loài này được Lanj. mô tả khoa học đầu tiên năm 1939 publ. 1940.